# Ліпіче (гміна Кльонова)
Ліпіче (пол. Lipicze) — село в Польщі, у гміні Кльонова Серадзького повіту Лодзинського воєводства.
Населення — 195 осіб (2011).
У 1975-1998 роках село належало до Серадзького воєводства.

## Демографія
Демографічна структура станом на 31 березня 2011 року:
|          | Загалом | Допрацездатний вік | Працездатний вік | Постпрацездатний вік |
| -------- | ------- | ------------------ | ---------------- | -------------------- |
| Чоловіки | 103     | 28                 | 61               | 14                   |
| Жінки    | 92      | 13                 | 51               | 28                   |
| Разом    | 195     | 41                 | 112              | 42                   |